# Cassius Marcellus Clay

Cassius Marcellus Clay

Cassius Marcellus Clay (ur. 1810, zm. 1903) – amerykański abolicjonista i dyplomata. Służył między innymi jako ambasador Stanów Zjednoczonych w Rosji. Był również generałem podczas wojny secesyjnej.